# Rilwan Olanrewaju Hassan
Rilwan Olanrewaju Hassan (Lagos, 9 febbraio 1991) è un calciatore nigeriano, centrocampista del FCH 6100.

## Carriera
Ha giocato 26 partite e segnato 3 gol in Europa League con la maglia del Midtjylland, club con il quale ha giocato per dieci stagioni consecutive nella prima divisione danese, torneo in cui ha giocato anche con la maglia del SønderjyskE.

## Palmarès

### Club

#### Competizioni nazionali
- Campionato danese: 2

Midtjylland: 2014-2015, 2017-2018
- Coppa di Danimarca: 1

Midtjylland: 2018-2019
SønderjyskE: 2019-2020